# Asterysk
Asterysk (łac. asteriscus „gwiazdka”, od stgr. ἀστερίσκος asterískos „gwiazdka”) – znak pisarski w kształcie gwiazdki, najczęściej pięcio- lub sześciopromiennej, umieszczony w przybliżeniu pomiędzy średnią i górną linią pisma. Stosowany do różnych celów – najczęściej jako znak umowny (np. symbol odsyłacza do przypisu, wieloznacznik ogólny, asteronim), pionowy (międzyakapitowy) lub poziomy (międzywyrażenowy) separator tekstu, oraz jako element ozdobny. Nazwa pochodzi od greckiego αστερíσκος ‘gwiazdka’, a to od αστήρ (astḗr) ‘gwiazda’.
Asterysk stosowano przy sporządzaniu kopii tekstów biblijnych. Oznaczano nim te fragmenty, które w oparciu o tekst hebrajski Starego Testamentu były dodane do tekstu greckiego, a których nie było w pierwotnym tłumaczeniu Biblii na j. grecki, tj. Septuagincie. Znak taki wstawiano na początku dodanego tekstu.

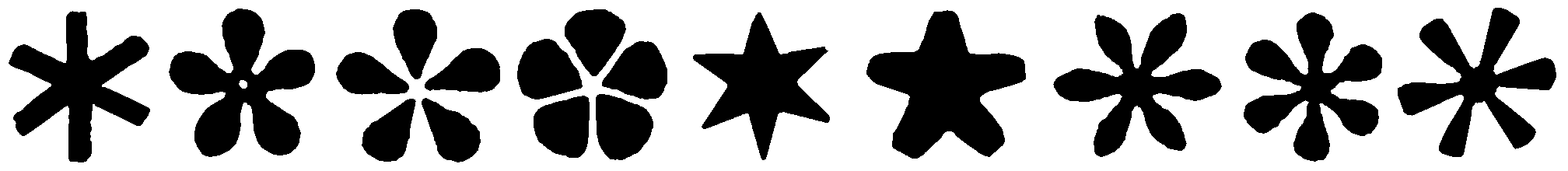
Odbitka asterysków z metalowych czcionek popularnych w Polsce w II poł. XX w.: Baccarat, Modena cienka, półgruba i gruba, Nil, Paneuropa, Antykwa Półtawskiego, Szkolne, Wisła (kursywna)

W piśmie odręcznym asterysk budowany jest jako sześcioramienny krzyżyk utworzony ze skrzyżowania trzech prostych kresek, a na klawiszach klawiatur urządzeń (maszyn do pisania, klawiatur komputerowych, w telefonach komórkowych, pilotach itp.) jako pięciopromienna gwiazdka – niezależnie od tego, jaki znak jest wyświetlany bądź drukowany. Asterysk może przybierać też inne kształty: koniczynki, rozetki lub regularnej gwiazdy; w krojach kursywnych i pisankowych spotyka się kształt asterysku odchylony od pionu, a nawet lekko obrócony.
Potocznie asterysk nazywany jest „gwiazdką”, podczas gdy termin „krzyżyk” zarezerwowany jest dla symbolu o nazwie kratka (#) lub dagger (†).
Sześcioramienny asterysk wywołuje skojarzenia z sześciopromienną Gwiazdą Dawida (szczególnie u nieżydów, Arabów), stąd w standardzie Unicode zamieszczono alternatywny znak dla asterysku – arabską gwiazdę pięciopromienną (ang. Arabic Five Pointed Star) na pozycji U+066D (٭). W przypadku kroju pisma, w którym dla asterysku użyto gwiazdki 5-promiennej, gwiazda arabska ma często formę gwiazdki 8-promiennej. Znany jest również asterysk cerkiewnosłowiański (꙳ ) o numerze unikodu U+A673 (ang. Slavonic Asterisk).
W językoznawstwie asterysk stosowany jest do oznaczania form odtworzonych lub niepoprawnych.

## Użycie w systemach komputerowych
W systemach operacyjnych DOS, Windows oraz w Linuksie lub Uniksie asterysk użyty podczas wyszukiwania oznacza dowolny znak lub dowolny ciąg znaków. W składni wyrażeń regularnych asterysk oznacza, że poprzedzający znak może wystąpić zero lub więcej razy.
W poczcie elektronicznej i na usenecie fragment tekstu między asteryskami jest rozumiany jako pisany czcionką wytłuszczoną (np. zdanie *to jest przykład* w programie obsługującym tę konwencję będzie pokazane jako *to jest przykład* lub to jest przykład).
W czatach asterysk jest używany do oznaczenia drobnej poprawki (przeważnie literówek bądź błędów ortograficznych), na przykład:
```
15:00 Wrzuciłem ten tekst na Wkipedię
15:01 *Wikipedię
```

W języku programowania C++ służy do oznaczenia zmiennej wskaźnikowej.
W zapisie komputerowym, ze względu na łatwy dostęp z klawiatury, asterysku używa się często jako symbolu mnożenia (wchodzi w skład kodowania ASCII na pozycji 42 (U+002A)), jednak prawidłowym symbolem operatora asterysku jest znak na pozycji U+2217. Dla ułatwienia wprowadzania go na stronach internetowych istnieje w HTML specjalne odwołanie znakowe &lowast;.
W Unikodzie asterysk występuje w wersjach:
| Znak | Unicode | Kod HTML                          | Nazwa unikodowa          | Nazwa polska                 |
| ---- | ------- | --------------------------------- | ------------------------ | ---------------------------- |
| *    | U+002A  | &#x2A; lub &#42;                  | ASTERISK                 | asterysk                     |
| ٭    | U+066D  | &#x066D; lub &#1645;              | ARABIC FIVE POINTED STAR | arabska gwiazdka 5-promienna |
| ꙳    | U+A673  | &#xA673; lub &#42611;             | SLAVONIC ASTERISK        | asterysk cerkiewnosłowiański |
| ∗    | U+2217  | &lowast; lub &#x2217; lub &#8727; | ASTERISK OPERATOR        | operator asterysk            |

Inne znaki asterysku dostępne w Unikodzie:
| Znak | Unicode | Kod HTML              | Nazwa unikodowa    | Nazwa polska     |
| ---- | ------- | --------------------- | ------------------ | ---------------- |
| ⁎    | U+204E  | &#x204E; lub &#8270;  | LOW ASTERISK       | asterysk niski   |
| ﹡   | U+FE61  | &#xFE61; lub &#65121; | SMALL ASTERISK     | asterysk mały    |
| ＊   | U+FF0A  | &#xFF0A; lub &#65290; | FULLWIDTH ASTERISK | asterysk szeroki |